# Miracle Drug
Miracle Drug è la seconda traccia dell'album How to Dismantle an Atomic Bomb degli U2, pubblicato nel 2004.

## Descrizione
La canzone è stata scritta da Bono ed è dedicata allo scrittore irlandese Christopher Nolan, che fu compagno del cantante e degli altri membri del gruppo alla Mount Temple Comprehensive School di Dublino.

Bono disse su Nolan:
Miracle Drug è l'unica canzone, dopo Numb (contenuta nell'album Zooropa), in cui ad accompagnare la voce principale di Bono, oltre a quella di The Edge è possibile ascoltare anche la voce del batterista Larry Mullen Jr.

## Promozione
Miracle Drug è stata suonata dal vivo durante tutte le tappe della prima e della seconda tappa del Vertigo Tour. Bono, dopo aver spiegato la storia di Nolan, era solito esprimere la propria gratitudine nei confronti dei medici, delle infermiere e di chiunque lavorasse in campo medico. Verso la fine della terza leg, la canzone "scompare" definitivamente dalle scalette del tour (non viene infatti eseguita né durante la quarta, né durante la quinta e ultima leg). L'ultima volta che gli U2 l'hanno suonata dal vivo al Vertigo Tour risale al 28 novembre 2005, a Montréal.

## Formazione
Gruppo
- The Edge – chitarra, pianoforte, voce
- Bono – chitarra, cori
- Adam Clayton – basso
- Larry Mullen, Jr. – batteria, cori

Altri musicisti
- Jacknife Lee – sintetizzatore
- Carl Glanville – percussioni